# لاندا ارابه‌ران
لاندا ارابه‌ران یک ستاره است که در صورت فلکی ارابه‌ران قرار دارد.